# Stadion Grbavica
Stadion Grbavica je domácím stadionem pro fotbalový tým FK Željezničar Sarajevo. Stadion se nachází ve stejnojmenné místní části hlavního města Bosny a Hercegoviny, Sarajeva. Jeho kapacita je 13 146 míst k sezení. Mezi místními je znám také pod názvem Dolina ćupova. Na stadionu se konaly zápasy jak jugoslávské, tak i později bosenské fotbalové reprezentace.
Stadion byl postaven v roce 1953 a otevřen v září téhož roku. Na stavebních pracích se podíleli i pracovníci železnic, kteří působili v Sarajevu. První utkání se zde odehrálo mezi Željezničarem a fotbalovým týmem chorvatského Šibeniku v rámci druhé ligy západ. Později byl stadion několikrát přestavován (v letech 1968 a 1976). Při druhé přestavbě bylo umístěno i osvětlení.
Během obléhání Sarajeva za války v Bosně a Hercegovině se nacházel v bezprostřední blízkosti frontové linie (v oblasti Grbavice dokázala Vojska Republiky srbské proniknout na území centra města). Byl proto značně poškozen. Při granátometné palbě byla vypálena celá západní tribuna stadionu.
Po válce byl stadion v rekordním čase upraven pro pořádání fotbalových zápasů a vyhořelé části stavby byly rekonstruovány. Dalšími úpravami byla nicméně kapacita snížena o cca 1000 míst. V roce 2017 byl stadion upraven pro pořádání zápasů dle požadavků UEFA.